# FOREVER ROAD
『FOREVER ROAD』（フォーエヴァー・ロード）は、吉川晃司の10枚目のスタジオ・アルバム。1995年6月21日に東芝EMI／EASTWORLDよりリリースされた。

## 解説
前作『Cloudy Heart』以来、1年半ぶりとなる作品。先行シングル「BOY'S LIFE」を収録している。
初回生産分は、抽選で2000名が当選するオリジナルビデオプレゼントの応募券付。

## リリース履歴
| No. | 日付          | レーベル                             | 規格   | 規格品番   | 最高順位 | 備考                |
| --- | ------------- | ------------------------------------ | ------ | ---------- | -------- | ------------------- |
| 1   | 1994年1月31日 | 東芝EMI／EASTWORLD                   | CD     | TOCT-8965  | 5位      |                     |
| 2   | 2007年3月14日 | EMIミュージック・ジャパン／EASTWORLD | CD     | TOCT-11188 | -        | 紙ジャケット仕様    |
| 3   | 2007年5月30日 | MP3DL                                | -      | -          |          |                     |
| 4   | 2014年5月14日 | ワーナーミュージック・ジャパン       | SHM-CD | WPCL-11813 | -        | 24bitリマスタリング |

## 収録曲
| 全作曲: 吉川晃司、全編曲: 吉川晃司・菅原弘明。 |                                                     |           |            |      |
| #                                              | タイトル                                            | 作詞      | 作曲・編曲 | 時間 |
| 1.                                             | 「FOREVER ROAD」                                    | 松井五郎  | 吉川晃司   | 5:03 |
| 2.                                             | 「Baby Baby」                                       | 松井五郎  | 吉川晃司   | 4:33 |
| 3.                                             | 「Summer Love」                                     | 吉川晃司  | 吉川晃司   | 4:56 |
| 4.                                             | 「BOMBERS」                                         | 吉川晃司  | 吉川晃司   | 4:20 |
| 5.                                             | 「WHISKY NIGHT」                                    | 吉川晃司  | 吉川晃司   | 4:45 |
| 6.                                             | 「SWEET GIRL」                                      | 吉川晃司  | 吉川晃司   | 3:51 |
| 7.                                             | 「シャララ」                                        | 吉川晃司  | 吉川晃司   | 4:12 |
| 8.                                             | 「Café de I Love You 〜愛という名のカフェテラス〜」 | 吉川晃司  | 吉川晃司   | 4:49 |
| 9.                                             | 「BOY'S LIFE -album mix-」                          | 吉川晃司  | 吉川晃司   | 4:49 |
| 10.                                            | 「心に太陽」                                        | 吉川晃司  | 吉川晃司   | 5:17 |
| 11.                                            | 「Highway Staff」                                   | 吉川晃司  | 吉川晃司   | 3:34 |
| 合計時間:                                      | 合計時間:                                           | 合計時間: | 50:09      |      |

## 参加ミュージシャン
- 吉川晃司 - アコースティックギター（1,2）、エレクトリックギター（1,2,3,4,5,6,9,10,11）、ギターソロ（1,2,4,5,6,9,11）、マニピュレーター

- 江口信夫 - ドラムス（1,2,5,6,10,11）
- 青山純 - ドラムス（9）
- 浅田孟 - ベース（1,2,6,9,10,11）
- 菅原弘明 - アコースティックギター（1,2,4）、エレクトリックギター（7,8）、ギターソロ（8）、マニピュレーター
- 数原晋 - トランペット（2,7,9）
- 清岡太郎 - トロンボーン（2,7,9）
- BOB ZANG - アルトサックス（2,7）、テナーサックス（9）
- 金城寛文 - テナーサックス（2,7）
- 高野正幹 - バリトンサックス（2,7）
- 山本拓夫 - テナーサックス（3,10）、バリトンサックス（3）、テナーサックスソロ（7,10）
- 平原まこと - アルトーサックス（9）
- 小池修 - バリトンサックス（9）、
- 富樫春生 - アコースティックピアノ（5,9,10）、ハモンド（5）、エレクトリックピアノ（8）
- 酒井麿 - プリプロダクション・プログラミング（4,11）